# Izabela Jarugová-Nowacka
Izabela Walentyna Jarugová-Nowacka (23. srpna 1950, Gdaňsk, Polsko – 10. dubna 2010, Pečersk, Rusko) byla polská politička.

## Životopis

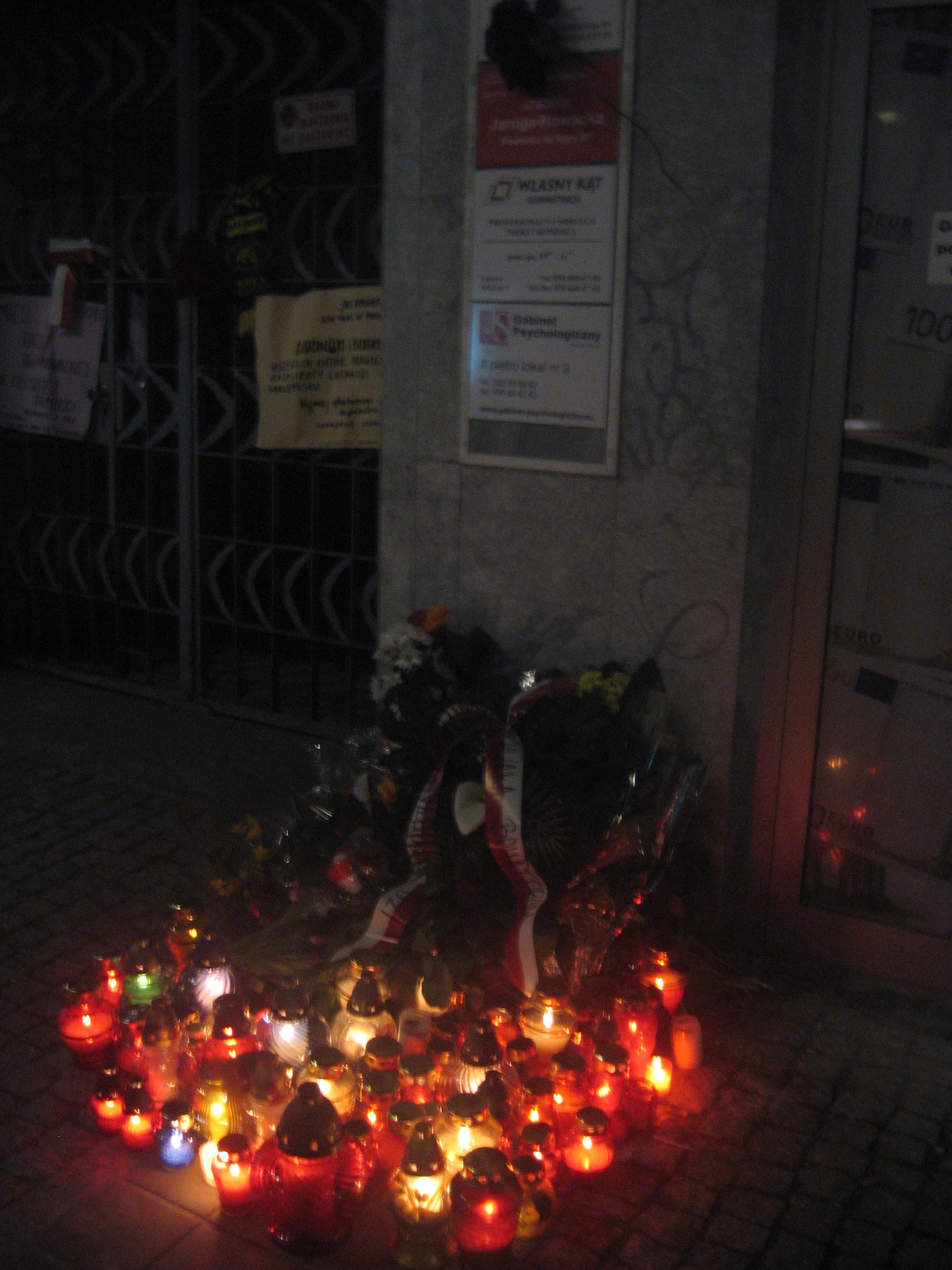
Květiny a svíčky před poslaneckou kanceláří Izabely Jarugové-Nowacké v Gdyni

Vystudovala etnografii na Varšavské univerzitě, poté pracovala na Ústavu pro vědu a vysoké školství (1974–1976) a Polské akademii věd (1976–1986). V období komunismu nebyla politicky organizovaná. V osmdesátých letech se začala angažovat v oblasti lidských práv – zejména práv žen. V osmdesátých letech působila v Lize polských žen, dvě období byla dokonce předsedkyní hlavního orgánu Ligy. V roce 1991 vstoupila do Sociálně demokratického hnutí. V roce 1993 byla zvolena poslankyní Sejmu. V tomto volebním období působila jako místopředsedkyně parlamentního výbor pro vzdělání, vědu a technický pokrok. Byla jedním z polských delegátů v Parlamentním shromáždění Rady Evropy a předsedala polsko-mongolské parlamentní skupině, neboť se Mongolsku věnovala ve své vědecké činnosti v dobách působení na Akademii věd. V roce 2001 byla opět zvolena do Sejmu. V listopadu 2001 byla jmenována státní tajemnicí předsedy vlády a o měsíc později byla jmenována vládní zmocněnkyní pro rovné postavení žen a mužů. Ve vládě Marka Belky zastávala funkci ministryně bez portfeje a místopředsedkyně rady ministrů. Podle nařízení vlády z května 2004 měla koordinovat práci Rady ministrů (vlády) v oblasti sociální politiky, vytváření rovných příležitostí a antidiskriminační činnosti. Do Sejmu byla zvolena i v letech 2005 a 2007.
Byla vdaná, měla dvě dcery (Barbara Nowacka).
Zemřela při leteckém neštěstí u ruského Smolensku 10. dubna 2010. Posmrtně obdržela Komandérský kříž s hvězdou Řádu Polonia Restituta (Krzyż Komandorski z Gwiazdą Orderu Odrodzenia Polski).